# Shamokin
Shamokin (Aussprache [ʃəˈmoʊkɨn]; Saponi-Algonkin Schahamokink, „Ort der Aale“; Lenape: Shahëmokink) ist eine City im Northumberland County in Pennsylvania, am westlichen Rand des Kohlereviers. Der Name ist abgeleitet vom Namen eines Saponi-Dorfes, Schahamokink, das sich in der Nähe des heutigen Sunbury befand. Das U.S. Census Bureau hat bei der Volkszählung 2020 eine Einwohnerzahl von 6.942 ermittelt. Shamokin ist vollständig umgeben von der Coal Township.

## Geographie

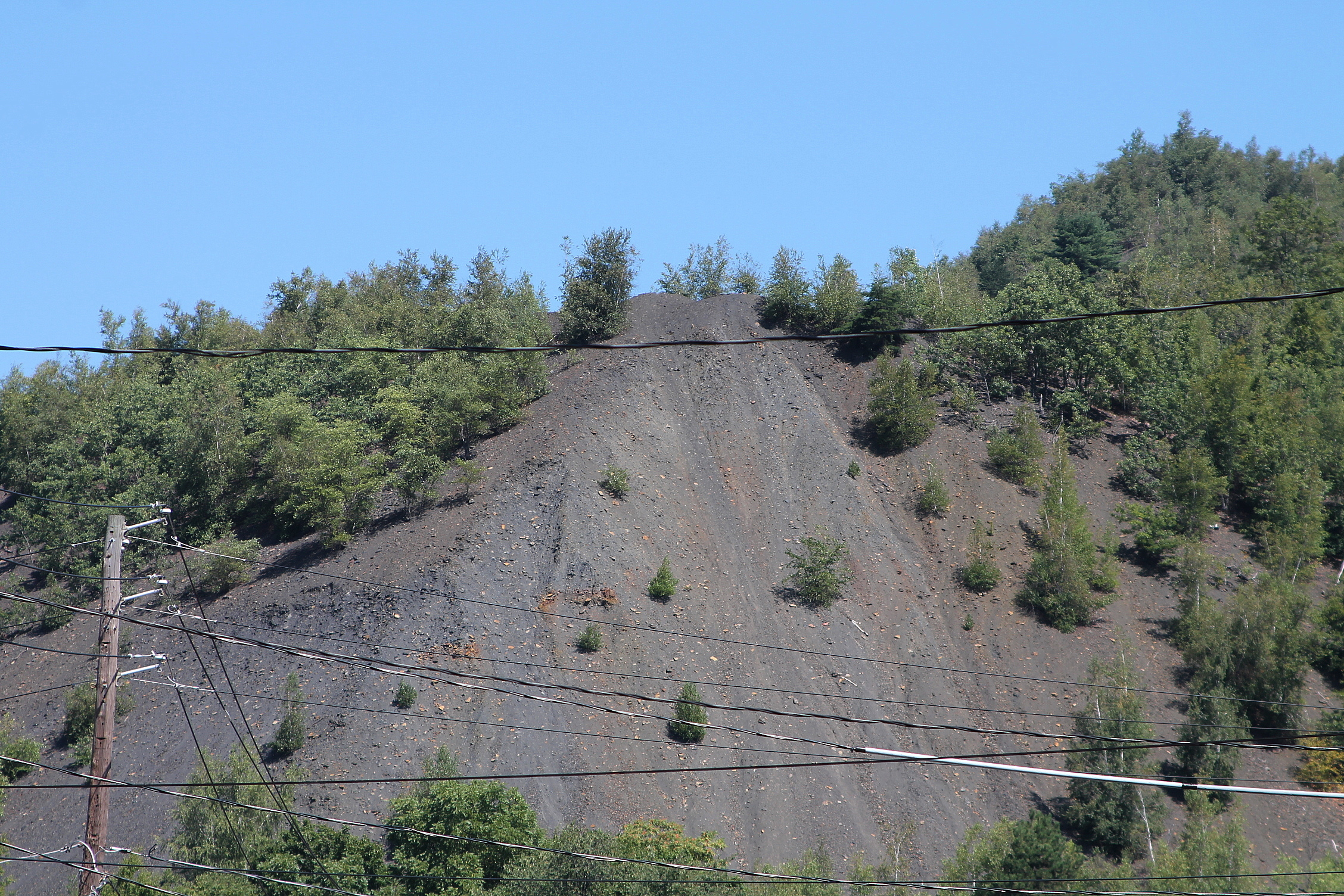
Eine Kohlehalde bei Shamokin

Nach den Angaben des United States Census Bureaus hat die City eine Gesamtfläche von 2,1 km², die vollständig aus Land bestehen. Der Ort liegt an der Südseite des Big Mountain unweit der Stelle, an der sich der Shamkoin Creek nordwärts durch den Berg geschnitten hat. Außerdem fließt durch Shamokin der Carbon Run, der im Norden der Stadt in den Shamokin Creek mündet. Dieser ist ein Nebenfluss des Susquehanna River, den er südlich des Shamokin Dam bei Sunbury erreicht.
Shamokin wird vollständig von der Coal Township umschlossen; das United States Census Bureau hat aber in der direkten Nachbarschaft insgesamt drei Census-designated places definiert, die direkt an die Stadtgrenzen stoßen. Dabei handelt es sich um Marshallton im Osten sowie um Edgewood und Fairview-Ferndale im Westen.
Das Straßennetz ist uneinheitlich. Nicht alle Straßenzüge durchlaufen das gesamte Stadtgebiet. Entlang der Chest Nut Street verläuft die Teilung in North und South, und die Teilung in East und West erfolgt an der 8th Street. Die Zusätze tragen jedoch nur Straßen, die auf beiden Seiten der jeweiligen Achsen verlaufen. Die westliche Stadtgrenze verläuft entlang der 1st Street; Adressen westlich davon liegen in Edgewood bzw. Fairview-Ferndale. Die östliche Stadtgrenze verläuft in der Nähe der Lombard Street, stimmt aber nicht mit einem Straßenverlauf überein.
Die Pennsylvania Route 61 verläuft in Ost-West-Richtung durch Shamokin. Sie führt ostwärts nach Mount Carmel und westwärts nach Sunbury. Über die Pennsylvania Route 225 ist Shamokin mit Trevorton verbunden. Über die Market Street führt die Pennsylvania Route 125 südwärts nach Gowen City.

## Geschichte
Die Stadt wurde 1773 von europäischen Siedlern begründet, entwickelte sich jedoch bis ins 19. Jahrhundert nur langsam. Der Fund des Vorkommens von Anthrazitkohle bildete die Basis für die Industrialisierung in der Region. Eisenbahngesellschaften wie die Reading Railroad kauften sich ein, wurden zu wichtigen Arbeitgebern in dem Gebiet und bauten Eisenbahnstrecken, um die Kohle zu den Absatzmärkten zu bringen. So kontrollierten sie auch den Arbeitsmarkt, und die Arbeiter organisierten sich in Gewerkschaften, um sich gegen diese mächtigen Unternehmen zu wappnen.
Shamokin wurde am 9. November 1864 als Borough inkorporiert (als City inkorporiert wurde Shamokin am 21. Februar 1949). Neben dem Abbau von Kohle wurde die Stadt im 19. Jahrhundert zu einem industriellen Zentrum; es entstanden Spinnereien und Webereien, Fabriken für Strümpfe und Hemden, Metallbetriebe und Ziegeleien. Die Eagle Silk Mill wurde zum größten Gebäude der Textilerzeugung in den Vereinigten Staaten.
Während des Great Railroad Strike von 1877 kam es auch in Shamokin zu Unruhen verärgerter Eisenbahner und Bergarbeiter, die wegen Lohnkürzungen in den Ausstand traten. Eine von Bürgermeister William Douty aufgestellte Bürgermiliz schlug den Aufstand nieder, in dem sie in eine Gruppe von Streikenden schoss; dabei wurden 12 Arbeiter verletzt und zwei unbeteiligte Passanten getötet. Fünf der Streikenden wurden wegen Aufwiegelei verurteilt und für acht Monate inhaftiert.
Thomas Edison, der kurz ein Einwohner von Sunbury war, gründete im Herbst 1882 eine Station der Edison Illuminating Company. Als die Station in Shamokin am 22. September 1883 ihren Betrieb aufnahm, wurde die St. Edward’s Catholic Church die erste elektrisch beleuchtete Kirche der Welt.
Edgewood Park, auch bekannt als Indian Park, war ein Vergnügungspark, der von 1905 bis in die 1950er Jahre bestand. Auf dem Gelände gab es einen großen Teich und diverse Fahrgeschäfte. Nach der Schließung des Parks wurde das Gelände mit neuen Schulen bebaut.
Das Victoria Theatre wurde 1985 in das National Register of Historic Places aufgenommen, aber nach dem Abriss des Gebäudes 2004 aus diesem gestrichen.
Der Strukturwandel nach dem Zweiten Weltkrieg im Eisenbahnwesen und der Schwerindustrie verursachte umfangreiche Arbeitsplatzverluste in dem Gebiet, das zuvor von diesen Industrien prosperierte und den Arbeitern und ihren Familien ein gutes Einkommen gewährte. Außerdem machten neue Vorschriften zum Schutz der Umwelt den Bergbau weniger rentabel. Zu Beginn des 21. Jahrhunderts war Shamokin Teil eines Gebiets des wirtschaftlichen Niedergangs.
Im Juni 2014 genehmigte das Pennsylvania Department of Community and Economic Development für Shamokin den Status einer Distressed City nach Act 47, nachdem mehrere Banken die Gewährung von Krediten für die Stadt abgelehnt hatten. Diese Einstufung ermöglicht es dem Commonwealth of Pennsylvania, der Stadt Darlehen zur Verfügung zu stellen. Bis 2015 war Shamokin die erste und einzige Stadt in Pennsylvania, die den Status nach Act 47 benötigte.

## Demographie
Zum Zeitpunkt des United States Census 2000 bewohnten Shamokin 8009 Personen. Die Bevölkerungsdichte betrug 3725,7 Personen pro km². Es gab 4674 Wohneinheiten, durchschnittlich 2174,3 pro km². Die Bevölkerung in Shamokin bestand zu 98,8 % aus Weißen, 0,1 % Schwarzen oder African American, 0,1 % Native American, 0,3 % Asian, 0,0 % Pacific Islander, 0,1 % gaben an, anderen Rassen anzugehören und 0,5 % nannten zwei oder mehr Rassen. 0,6 % der Bevölkerung erklärten, Hispanos oder Latinos jeglicher Rasse zu sein.
Die Bewohner Shamokins verteilten sich auf 3742 Haushalte, von denen in 24,0 % Kinder unter 18 Jahren lebten. 36,4 % der Haushalte stellten Verheiratete, 13,0 % hatten einen weiblichen Haushaltsvorstand ohne Ehemann und 45,8 % bildeten keine Familien. 41,2 % der Haushalte bestanden aus Einzelpersonen und in 22,6 % aller Haushalte lebte jemand im Alter von 65 Jahren oder mehr alleine. Die durchschnittliche Haushaltsgröße betrug 2,13 und die durchschnittliche Familiengröße 2,89 Personen.
Die Bevölkerung verteilte sich auf 22,2 % Minderjährige, 7,2 % 18–24-Jährige, 26,2 % 25–44-Jährige, 22,6 % 45–64-Jährige und 21,9 % im Alter von 65 Jahren oder mehr. Der Median des Alters betrug 41 Jahre. Auf jeweils 100 Frauen entfielen 86,2 Männer. Bei den über 18-Jährigen entfielen auf 100 Frauen 80,6 Männer.
Das mittlere Haushaltseinkommen in Shamokin betrug 20.173 US-Dollar und das mittlere Familieneinkommen erreichte die Höhe von 30.038 US-Dollar. Das Durchschnittseinkommen der Männer betrug 28.261 US-Dollar, gegenüber 19.120 US-Dollar bei den Frauen. Das Pro-Kopf-Einkommen belief sich auf 12.354 US-Dollar. 19,3 % der Bevölkerung und 24,2 % der Familien hatten ein Einkommen unterhalb der Armutsgrenze, davon waren 34,2 % der Minderjährigen und 21,3 % der Altersgruppe 65 Jahre und mehr betroffen.

## Bildung
In Shamokin wohnende Kinder besuchen Schulen des Shamokin Area School District. Sie können auch Privatschulen besuchen, wobei der Schulbezirk verpflichtet ist, die Fahrt zu jeder Schule zu organisieren, die innerhalb von zehn Meilen außerhalb seiner Grenzen liegt. Der Shamokin Area School District betreibt vier Schulen in zwei Schulgebäuden in Shamokin: Shamokin Area High School (Klassen 9–12), Shamokin Area Middle School (Klassen 7 und 8), Shamokin Area Intermediate School (Klassen 5 und 6) und Shamokin Area Elementary School (Vorschule bis 4. Klasse).

## Bürgermeisterwahlen
- 1981 – William L. Rickert über Harvey M. Boyer (D)
- 1985 – Harvey M. Boyer (D) über Malcom C. Farrow IV (R)
- 1989 – Harvey M. Boyer (D) über Daniel Strausser (R)
- 1993 – Daniel Strausser (R) über James Yurick Jr. (D)
- 1997 – James Yurick Jr. (D) über Ronald Bradley (R)
- 2001 – James Yurick Jr. (D) über Betsy Richardson (R)
- 2005 – Ronald Bradley (R) über Edward O’Donnell (D)
- 2009 – George Rozinskie (D) über Betsy Richardson (D)[13]

## Persönlichkeiten
- Stan Coveleski (1889–1984), Pitcher in der Major League Baseball Hall of Fame
- Harry Coveleski, Pitcher in der Major League Baseball für die Detroit Tigers
- George H. Cram, Unionsgeneral im Sezessionskrieg
- Jake Daubert, Spieler in der Major League Baseball
- John Grazier, Maler des amerikanischen Realismus
- Herbert G. Hopwood, Admiral und Kommandeur der amerikanischen Pazifikflotte von 1958 bis 1960
- Eddie Korbich, Schauspieler
- Mary LeSawyer, Sopranistin
- Harry J. Lincoln, Komponist populärer Musik
- Michael Luchkovich, Mitglied des kanadischen House of Commons (1926–1935)
- Fred Rhoads, Zeichner von Sad Sack
- Captain Holden C. Richardson (USN) (1878–1960), Marineflieger und Testpilot
- Ronald L. Thompson, Abgeordneter in Pennsylvania
- Thomas I. Vanaskie, Bundesrichter am United States Court of Appeals for the Third Circuit
- Bud Weiser, Spieler in der Major League Baseball für die Philadelphia Phillies
- Joseph Zupicich, Crewmitglied der Carpathia, assisted in the rescue operation for the Titanic on April 15, 1912. A personal account of the events and a short biography were recorded in a Shamokin News Item article in 1982.[14][15] (1892–1987)